# Sarcophyton solidum
Sarcophyton solidum är en korallart som beskrevs av Tixier-Durivault 1958. Sarcophyton solidum ingår i släktet Sarcophyton och familjen läderkoraller. Inga underarter finns listade i Catalogue of Life.